# ばるな (3代)
ばるなは、東日本フェリーが運航していたフェリー。本項目では、1998年就航の3代目を取り扱う。2005年から2017年にはさんふらわあ さっぽろとして商船三井フェリーが運航していた。

## 概要
三菱重工業下関造船所で建造され、1998年に岩内 - 直江津航路に就航した。同年に就航したブルーハイウェイライン「さんふらわあ つくば」とは船橋周辺構造やエンジン冷却方法が異なるものの類似の船体構造とされている。
2000年に室蘭 - 大洗航路に転属、その後2002年6月より商船三井フェリーが用船契約した上で大洗 - 苫小牧港航路に就航し商船三井フェリーの塗装に合わせ側面ラインを黄・オレンジ・赤から水色にし煙突をオレンジ一色に変更。2005年1月をもって「さんふらわあ さっぽろ（2代目）」に改名され、船体塗装もさんふらわあの仕様に改められた。
2014年に新造船による代替が発表されており、2017年10月21日大洗発便をもって引退。当初は2017年8月の引退予定とされていたが新造船の建造遅れで延期され、10月22日苫小牧発便の引退予定も台風21号による運休で前倒しとなった。
引退後は韓国Seaworld Express Ferryに売却され木浦港 - 済州港間に就航していたが、韓国国内の25年規制により後継の「Queen mary 2(旧・フェリーふくおか2)」と入れ替わる形で、2022年8月8日に韓国国内での営業航海を終了。
その後、同年「Mar」としてバングラデシュ Chittagong Ship Breaking Yard(英語版)に回航・解体された。

## 船内

### 船室
| クラス             | 部屋数                                            | 定員  | 設備 |
| ------------------ | ------------------------------------------------- | ----- | --- |
| スイートルーム     | 2名×1室                                           | 2名   | ユニットバス・トイレ、洗面台、テレビ、DVDデッキ、 テーブル、椅子、冷蔵庫、クローゼット 旧・オーナーズルーム               |
| デラックスルーム   | 洋室 2名×16室 和室 2名×4室                        | 40名  | ユニットバス・トイレ、洗面台、テレビ、DVDデッキ、 テーブル、椅子、冷蔵庫、クローゼット 旧・特等室                         |
| スタンダードルーム | 和洋室・洋室 4名×26室 和室 3-4名×4室 洋室 2名×5室 | 130名 | 洗面台、テレビ、DVDデッキ、テーブル、クローゼット 旧・一等室                                                              |
| カジュアルルーム   | 2段ベッド 8名×5室 1段ベッド 30名×2室              | 100名 | 荷物棚、カーテン、読書灯 2段ベッド：旧・二等寝台 1段ベッド：旧・ドライバーズルーム （東日本フェリー時代に二等寝台に変更） |
| エコノミールーム   | 30・31・40・41名×1室 44名×2室                     | 254名 | 荷物棚 旧・二等室 |

### 設備
| Aデッキ（第7甲板） - レストラン - ドライバーレストラン - 展望スペース - 喫茶バーコーナー→キッズランド | Bデッキ（第6甲板） - オーナーズルーム→スイートルーム（2名×1室） - 特等室→デラックスルーム（洋室2名×16室・和室2名×4室） - 2等寝台→カジュアルルーム（8名×5室） - ドライバールーム→2等寝台→カジュアルルーム（30名×2室） - 2等和室→エコノミールーム（44名×2室） - 展望浴場 - シアター「マリンシアター」 - ゲームコーナー - カードコーナー→ゲームコーナー - レストコーナー - 喫煙ルーム - ドライバー娯楽室 | Cデッキ（第5甲板） - 1等室→スタンダードルーム（和洋室4名×26室・洋室2名×5室・和室4名×4室） - 2等和室→エコノミールーム（30・31・40・41名 各1室） - 談話室（2室）→エコノミールーム（12名×2室） - ドライバーズルーム - エントランスホール - 案内所 - レストコーナー - インターネットコーナー（2007年 - 2013年） - コインロッカー - ドライバー浴室 - ドライバーランドリー - ペットルーム |

## 事故・インシデント
ばるな・れいんぼうらぶ衝突事件
2001年6月17日、室蘭港フェリーターミナル2号岸壁着岸時に岸壁に右舷付けで係留索をとり終えた際に遠隔操縦装置の操縦場所の切替えスイッチの操作手順を徹底せず、制御室のハンドル位置の確認が行われず、制御室ハンドルが前進翼角となったままで操縦場所が船橋から制御室に切り替えられ、右舷前方の岸壁に係留中のれいんぼうらぶに向かって進行したことにより本船の右舷船首が4号岸壁で車両揚荷作業中のれいんぼうらぶの左舷後部に衝突。本船は右舷船首部ブルワークに曲損。